# 科学史 (1507年)
科学史上的1507年发生了众多事件，本条目撷取其中部分罗列如下：

## 制图学

《宇宙学入门》中绘于1507年的《瓦耳德泽米勒地图》，这是第一张将美洲与亚洲画成两个不相连大洲的地图。

- 马丁·瓦尔德泽米勒发表了附有《瓦耳德泽米勒地图》的《宇宙学入门》（Cosmographiae Introductio），这是世界上第一张以独立大洲的形态展现了并命名了美洲的地图。
- 约翰内斯·鲁伊希的世界地图首次在托勒密的《地理学》（Geography）中于罗马发表。[1]

## 诞生
- 9月27日，古依劳莫·朗德勒（Guillaume Rondelet），法国医生（1566年卒）

## 逝世
- 7月29日，马丁·倍海姆，德国航海家及地理学家（1459年生）